# Admiralstab (Japan)
Der Admiralstab (japanisch 軍令部 gunreibu, deutsch etwa: „Militärbefehlsabteilung“) war die höchste Stabsstelle der Kaiserlich Japanischen Marine in der Zeit von 1893 bis 1945.

## Geschichte
Der Admiralstab wurde 1893 gegründet, um die Operationsführung der Marine vom 1872 gegründeten Marineministerium zu übernehmen, bei welchem in Folge lediglich die administrative Verwaltung verblieb. Er übernahm marineseitig die Planung und Umsetzung der Nationalen Verteidigungsstrategie. Durch das Kaiserliche Hauptquartier (Daihon’ei) unterstand der Admiralstab direkt dem Tennō und nicht dem Premierminister, dem Reichstag oder auch nur dem Marineministerium. Er hatte seinen Sitz in Tokio.
Nach der Flottenkonferenz von Washington, auf welcher Japan dem Vereinigten Königreich und den Vereinigten Staaten zugestand, seine eigene Flotte im Vergleich kleiner zu halten, bildeten sich in der Marine die rivalisierende Flotten-Faktion und die Vertrag-Faktion. Diese traten gegen beziehungsweise für eine Einhaltung des Vertragsrahmens ein. Dabei neigte das Marineministerium aus legalistischen Gründen sowie um die Anglo-Japanische Allianz nicht zu gefährden eher zur Vertrag-Faktion während der Admiralstab aus militaristischen Motiven überwiegend der Flotten-Faktion angehörte. Im Verlauf der 1930er Jahre konnte sich letztere politische Leitlinie zunehmend durchsetzen und die Anhänger der Vertrag-Faktion verdrängen. Entsprechend war es der Admiralstab, der den Angriff auf Pearl Harbor gegen wiederholte Bedenken des mehr auf Diplomatie setzenden Marineministeriums plante und schließlich umsetzte.
Nach 1937 waren sowohl der Chef des Admiralstabs als auch der Marineminister jeweils vollwertiges Mitglied im Daihon’ei.
Nach der Kapitulation Japans im Pazifikkrieg wurde der Admiralstab, ebenso wie der Generalstab des Heeres im November 1945 durch die Besatzungsbehörden aufgelöst. Die pazifistisch orientierte Nachkriegsverfassung erlaubt Japan, keine Streitkräfte an sich und damit keinen neuen Admiralstab aufzubauen.

## Gliederung
Der Admiralstab gliederte sich in die vier folgenden Hauptabteilungen:
1. Abteilung: Operationsführung
2. Abteilung: Bewaffnung und Mobilisierung
3. Abteilung: Nachrichtendienst
4. Abteilung: Kommunikation

## Liste der Chefs des Admiralstab
| Nr. | Dienstgrad und Name             | Bild | Amtszeit            | Amtszeit          |
| Nr. | Dienstgrad und Name             | Bild | Beginn der Amtszeit | Ende der Amtszeit |
| --- | ------------------------------- | ---- | ------------------- | ----------------- |
| 1   | Konteradmiral Itō Toshiyoshi    |      | 8. März 1889        | 17. Mai 1889      |
| 2   | Konteradmiral Arichi Shinanojō  |      | 17. Mai 1889        | 17. Juni 1891     |
| 3   | Konteradmiral Inoue Yoshika     |      | 17. Juni 1891       | 12. Dezember 1892 |
| 4   | Vizeadmiral Nakamuta Kuranosuke |      | 12. Dezember 1892   | 18. Juli 1894     |
| 5   | Vizeadmiral Kabayama Sukenori   |      | 18. Juli 1894       | 11. Mai 1895      |
| 6   | Vizeadmiral Itō Sukeyuki        |      | 11. Mai 1895        | 20. Dezember 1905 |
| 7   | Admiral Tōgō Heihachirō         |      | 20. Dezember 1905   | 1. Dezember 1909  |
| 8   | Vizeadmiral Ijūin Gorō          |      | 1. Dezember 1909    | 22. April 1914    |
| 9   | Vizeadmiral Shimamura Hayao     |      | 22. April 1914      | 1. Dezember 1920  |
| 10  | Admiral Yamashita Gentarō       |      | 1. Dezember 1920    | 15. April 1925    |
| 11  | Admiral Suzuki Kantarō          |      | 15. April 1925      | 22. Januar 1929   |
| 12  | Admiral Katō Hiroharu           |      | 22. Januar 1929     | 11. Juni 1930     |
| 13  | Vizeadmiral Taniguchi Naomi     |      | 11. Juni 1930       | 2. Februar 1932   |
| 14  | Admiral Prinz Fushimi Hiroyasu  |      | 2. Februar 1932     | 9. April 1941     |
| 15  | Admiral Nagano Osami            |      | 9. April 1941       | 21. Februar 1944  |
| 16  | Admiral Shimada Shigetarō       |      | 21. Februar 1944    | 2. August 1944    |
| 17  | Admiral Oikawa Koshirō          |      | 2. August 1944      | 29. Mai 1945      |
| 18  | Admiral Toyoda Soemu            |      | 29. Mai 1945        | 15. Oktober 1945  |